# Josiah Wedgwood (1730-1795)
Pour les articles homonymes, voir Wedgwood.

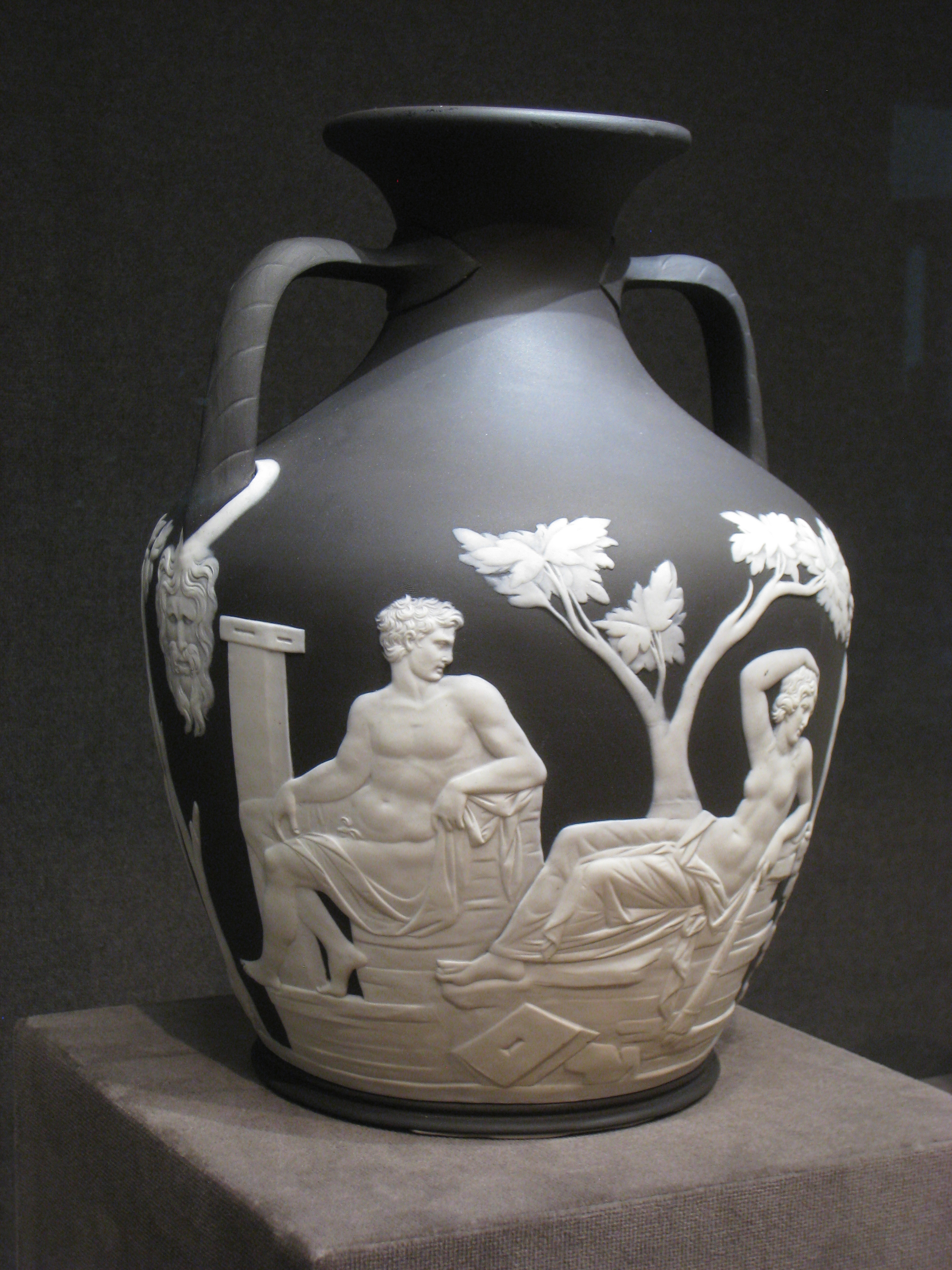
Le vase néoclassique Portland de Wedgwood

Josiah Wedgwood, né le 12 juillet 1730 à Burslem (Stoke-on-Trent, Staffordshire) et mort le 3 janvier 1795 à Etruria (en), est un potier et industriel britannique. Il est le fondateur de l'entreprise de porcelaine et de faïence Josiah Wedgwood and Sons, connu comme Wedgwood, une entreprise  qui contribue aux débuts de la révolution industrielle britannique. 

## Biographie
Josiah Wedgwood naît dans une famille de potiers. Il s'établit dans les propriétés d'Ivy et de Bell House, et s'associe dès 1754 à Thomas Whieldon, qui a également joué un rôle prépondérant dans l'histoire de la céramique anglaise, dans la fabrique de Little Fenton, très prospère entre 1740 et 1780, avec Aaron Wood, qui lui fournissait des moules. Le vernis vert, inventé par Josiah Wedgwood vers 1754, permit à la manufacture de Little Fenton de simuler des fruits et des végétaux.
Il ouvre en 1759 à Burslem, une manufacture, qui reçoit en 1765 la première commande de la famille royale. En 1769, Wedgwood fonde aux environs de Stoke-on-Trent, avec le marchand et homme de lettres Thomas Bentley, la grande usine « Etruria », donnant à la fabrication industrielle un développement et une qualité jusque-là inconnus. 
Josiah Wedgwood s'attache à comprendre puis à modifier ses coûts et étudie de près les méthodes de production. Il se tient informé des progrès de la technologie des matériaux et se lance lui-même dans la recherche scientifique, pour créer des produits novateurs et transformer les techniques de production.
Son entreprise devient ainsi un laboratoire, qui innove tant sur le plan de l'organisation de la production que sur celui de la gestion du personnel. Ayant constaté que ses ventes évoluaient, il les gère avec beaucoup d'attention dans l'optique de créer un nouveau mode de consommation. Avec son associé Thomas Bentley, il invente d'audacieuses techniques de commercialisation, sa clientèle reflétant l'émergence d'une nouvelle société bourgeoise et donna une nouvelle signification sociale au dîner. 
Membre très tôt, avec son fils, de la Lunar Society, Josiah Wedgwood est élu membre de la Royal Society le 16 janvier 1783.

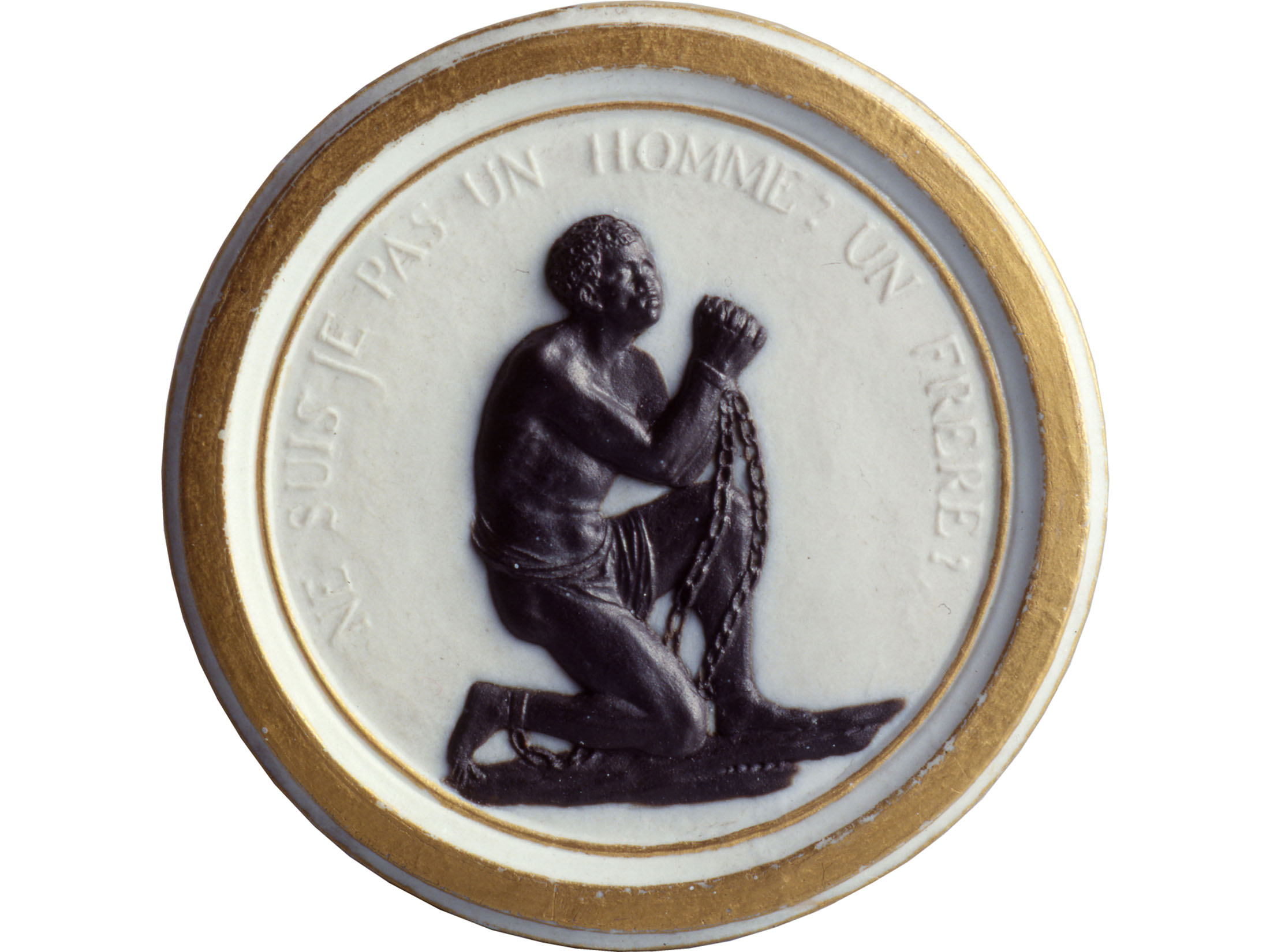
Médaillon abolitionniste : Am I Not a Man and a Brother?.

Wedgwood produit en avril 1787 un médaillon abolitionniste en camée de jasperware (en) reprenant le dessin du sceau de la Society for Effecting the Abolition of the Slave Trade, créé par William Hackwood ou Henry Webber. Le médaillon vise à étendre le soutien populaire à la lutte pour l'abolition de l'esclavage, en représentant un esclave enchaîné à genoux, avec la légende « Am I Not a Man and a Brother? » (« Ne suis-je pas un homme et un frère ? »). Ce médaillon connaît un grand succès et, reproduit en de nombreux exemplaires, il est arboré par les abolitionnistes britanniques et américains. Il est recopié en France par la Société des amis des Noirs pour établir leur sceau,.
Josiah Wedgwood est un fervent abolitionniste, tout comme son ami Samuel Garbett, président du Birmingham Commercial Committee, et la majorité des membres de cette société,ainsi que la plupart des entrepreneurs de Manchester.
Il meurt le 3 janvier 1795, à son domicile d'Etruria Hall, à Etruria (en), actuelle banlieue de Stoke-on-Trent. Il est inhumé à l'église paroissiale de Stoke-on-Trent, le 6 janvier.